# Malîi Porsk, Kovel
Malîi Porsk (în ucraineană Малий Порськ) este un sat în comuna Popovîci din raionul Kovel, regiunea Volînia, Ucraina.

## Demografie
Componența lingvistică a localității Malîi Porsk
     Ucraineană (100%)
Conform recensământului din 2001, toată populația localității Malîi Porsk era vorbitoare de ucraineană (100%).